# Assassin's Creed: Brotherhood
Assassin's Creed: Brotherhood er et historisk tredjeperson-spil produceret af Ubisoft Montreal til Playstation 3 og Xbox 360 i november 2010, og udgivet til PC 17. marts 2011. Spillet er en fortsættelse af bestsælgeren Assassin's Creed II, som omhandler karakteren Ezio Auditore da Firenze og Desmond Miles. Spillet foregår mellem 1499 og starten af 1500-tallet, samt dele fra år 2012, hvor man styrer personen Desmond.

## Handling
Spillet er endnu et led i Assassin's Creed franchisen, og endnu engang handler det om Desmond Miles, som nu er på flugt med sine nyfundne venner, Lucy, Shaun og Rebecca på jagt efter Æblet (The Apple of Eden). De fire venner har nu søgt tilflugt i Monteriggioni, i fristedet under Villaen for at skjule sig fra Vidic og Abstergo. Endnu en gang må Desmond ind i Animus og leve som Ezio gjorde, for at finde ud af, hvor Æblet ligger gemt. I starten af spillet, bliver Æblet taget fra Ezio, men nu må han ud på en masse snigmorder-missioner og igennem mange forhindringer skabt af Cesare Borgia, Ezios nye nemesis.
Undervejs får Ezio dog hjælp af nogle borgere i Rom, der er trætte af Borgiafamiliens tyranni. Disse borgere slutter sig til snigmorderordenen, og kan tilkaldes til kamp når man har brug for det. Hver gang man sender en rekrut ud, stiger personen rang, og til sidst vil de blive optaget som fuldgyldige snigmordere.
Desmond har dog ikke lang tid igen, for Vidic er lige i hælene på ham, Lucy, Rebecca og Shaun, og hvis han får fingrene i dem, vil han helt sikkert dræbe dem alle og nedlægge nutidens snigmordere/frihedskæmpere.
Ezio kommer ud for det ene og det andet. Alt fra åbne kampe til de klygtiske snigmordermissioner, hvor man er sendt ud for at dræbe forskellige magtfulde rigmænd indenfor Borgian, alt imens man passer på, at vagterne ikke ser én.